# A Knack to Know a Knave
A Knack to Know a Knave (deutsch etwa: „Die Kunst einen Gauner zu kennen“) ist ein Theaterstück aus dem Jahr 1592, welches eng mit den damaligen Theaterstars Edward Alleyn und William Kempe verknüpft ist. Das Stück ist eine komödiantische Moralität (Geschichte mit moralischer Botschaft), welche auf die jeweiligen Talente dieser beiden Schauspieler zugeschnitten wurde und heute nur durch einen Text bekannt, der aus dem Gedächtnis rekonstruiert wurde. Der Autor ist unbekannt, jedoch vermutet man den Dramatiker Robert Greene dahinter, möglicherweise ist der Urheber auch George Peele oder Thomas Nashe. Die Literaturwissenschaft geht seit einiger Zeit auch von einer möglichen Urheberschaft  Shakespeares aus. Das Stück gibt einen Einblick in die Natur des Elisabethanischen Theaters zur Zeit William Shakespeares und dem Wechselspiel zwischen Bühnentext und Improvisiationskomödie.

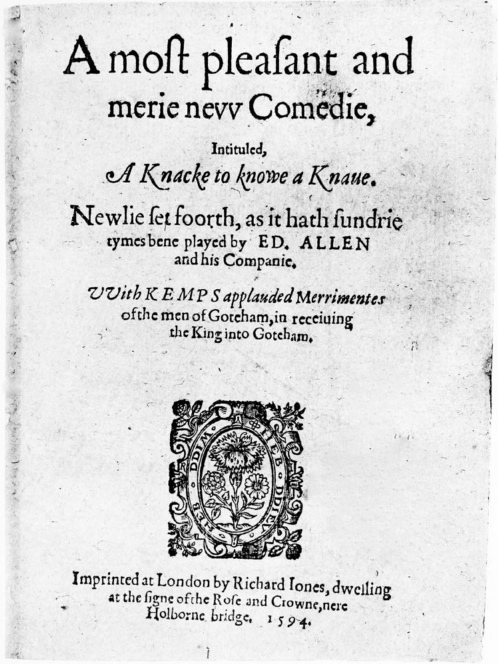
Das Titelblatt von A Knack to Know a Knave im 1594 erschienenen Quarto

## Aufführung und Veröffentlichung
A Knack to Know a Knave erschien erstmals als Erwähnung in den Tagebüchern des Theaterleiters Philip Henslowe, wonach das Stück am 10. Juni 1592 von den Lord Strange’s Men im Rose Theater uraufgeführt wurde. Die weiteren Eintragungen führen die Tageseinnahmen von 3 Pfund und 12 Schillingen auf, was Rückschlüsse auf den großen Erfolg an diesem Abend zulässt. Auch ist dort dokumentiert, dass das Stück noch weitere Male in jenem und dem Folgejahr auf die Bühne gebracht wurde.
Die Titelseite der Buchausgabe von 1594 beschreibt es als „a most pleasant and merry new comedy“ („eine sehr angenehme und fröhliche neue Komödie“) und hebt die Rolle Kemps als „Kemp’s applauded Merrimentes of the Men of Gotham“ („Kemps gefeierte Belustigungen der Männer von Gotham“), angekündigt mit der Regieanweisung: „Enter mad men of Goteham, to wit, a Miller, a Cobler and a Smith“ („Es treten ein, verrückte Männer aus Goteham, und zwar ein Müller, ein Schuster und ein Schmied“). Das fehlen sonstiger Regieanweisungen und die Kürze des Stücks, verglichen mit anderen zeitgenössischen Bühnentexten, zeigen auch an, dass das 1594 herausgebrachte Quarto keinen vollständigen Aufführungstext darstellt.
Der Text steckt voller Anspielungen auf die Arbeit vieler zeitgenössischer Dramatiker, so Robert Greene, Christopher Marlowe, Thomas Lodge und George Peele. Es gibt wortgleiche Ähnlichkeiten zwischen diesem Text und dem von Der Widerspenstigen Zähmung, einem der ersten Theaterstücke Shakespeares, was auch half sein, nur kurze Zeit später erschienenes, Werk zeitlich genauer einzugrenzen. In Robert Greenes Traktat Greene’s Groats-Worth of Wit von 1592, welches seine Schriftstellerkollegen satirisch betrachtet, gibt es Anmerkungen, die darauf hindeuten sollen, dass Greene sich daran störte, dass einige Passagen von A Knack to Know a Knave durch den aufstrebenden Shakespeare umgeschrieben sein sollen; ob dies so war bleibt jedoch umstritten.

## Handlung
Das Stück spielt im 10. Jahrhundert und erzählt die Geschichte der vier Söhne des todkranken Gerichtsdieners von Hexham. Auf dem Sterbebett gibt der alte Mann seinen Söhnen mit auf den Weg: „Live to yourselves while you have time to live / Get what you can, but see you nothing give.“ („Sorge zeit deines Lebens für dich selbst. Nimm, was du kannst, aber sehe, dass du nichts gibst.“) Jeder der Söhne verfolgte daraufhin seine Gaunereien („Knavery“) auf seine Weise, aber am Ende entlarvte die Rechtschaffenheit ihre Hinterlisten und führte eine Serie schmerzhafter Bestrafungen mit sich.
Ein paralleler Erzählstrang behandelt den angelsächsischen König Englands, Edgar. Er begehrt Alfrida, die Tochter Osricks. Er sendet Ethenwald, den Earl of Cornwall, um die Schönheit für ihn zu werben. An dieser Stelle wird herausgehoben, dass der König nicht ohne Fehl sei: „sins, like swarms, remain in thee“ („Sünden, wie Schwärme, bleiben in dir“). In beiden Ebenen wird gen Schluss eine moralische Botschaft erkennbar. Viele der komödiantischen Momente des Stückes wurden vermutlich von Kempe frei improvisiert und sind daher nicht aufgezeichnet. Das Titelblatt erwähnt das Erscheinen der [Wise] Men of Gotham, einem Ort in Northamptonshire. Dies war eine volkstümliche Begrifflichkeit des Tudor-Zeitalters für hinterlistige Steuervermeidung, rührend aus einem 1540 erschienenen Sammelalbum, in dem erzählt wurde, wie eine von Männern aus Goteham vorgetäuschte Idiotie einen königlichen Besuch, für den hohe lokale Ausgaben aufgewendet hätten müssen, erfolgreich abschreckte.